# Администрация города Самары

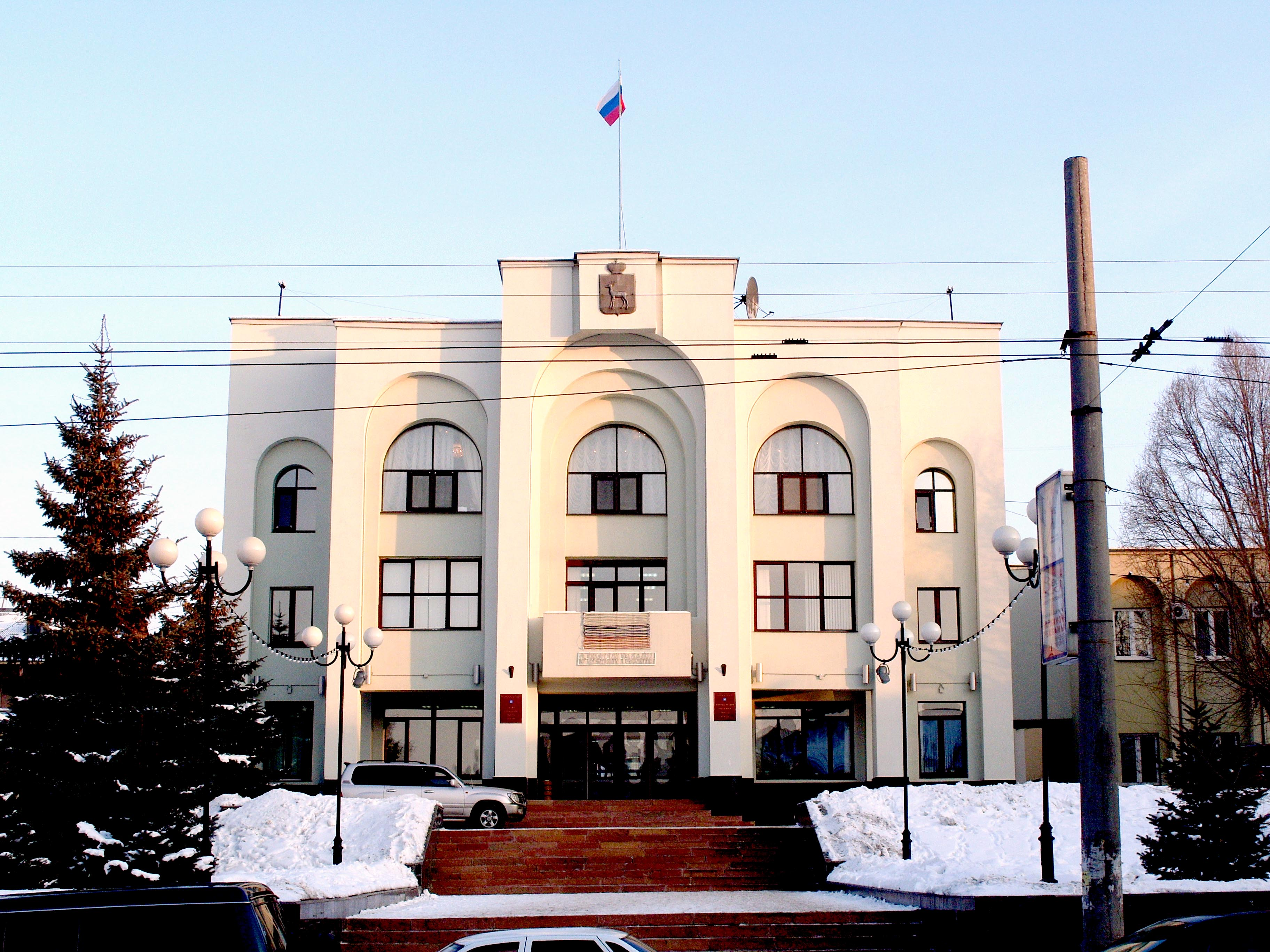
Здание Администрации городского округа Самара на улице Куйбышева

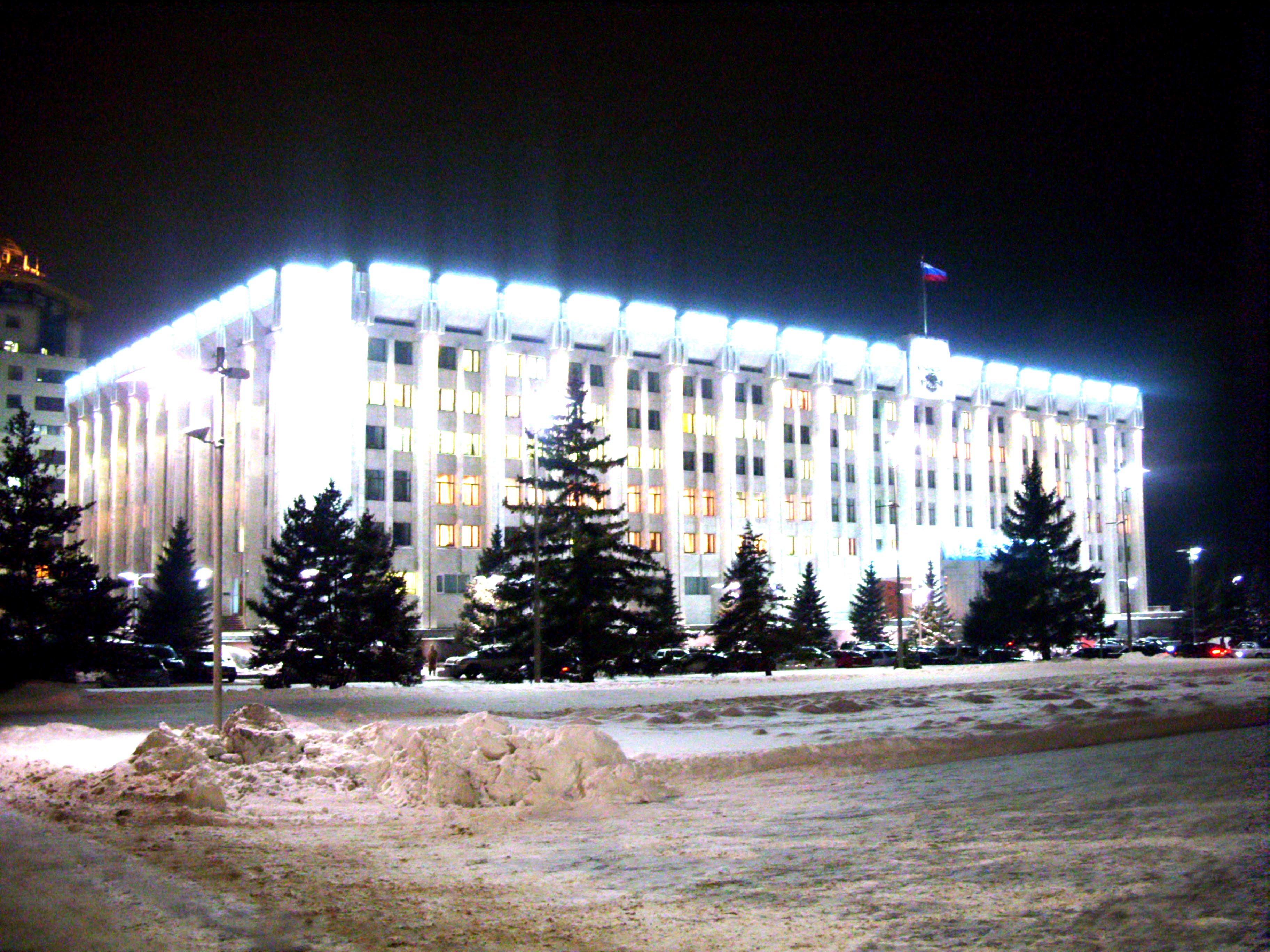
Здание Администрации Самарской области на площади Славы

Администрация города Самары — исполнительный орган власти на территории муниципального образования «городской округ Самара».

## Общие положения
Главой исполнительной власти Самары является глава городского округа Самара (мэр). В настоящее время должность занимает Елена Владимировна Лапушкина.

## Структура органов исполнительной власти
- Глава городского округа Самара (мэр)
  - Администрации районов
  - Представительство в Москве
  - Секретариат главы городского округа Самара
  - Правовой департамент
  - Первый заместитель главы городского округа Самара (транспорт, имущество, контроль муниципальной деятельности)
    - Департамент контроля муниципальной собственности
    - Департамент управления имуществом
    - Департамент транспорта

  - Первый заместитель главы городского округа Самара (финансово-экономический блок)
    - Департамент финансов
    - Департамент экономического развития
    - Департамент городского хозяйства и экологии
    - Департамент по промышленной политике, предпринимательству и связи

  - Первый заместитель главы городского округа Самара (блок строительства, социальной сферы, потребительского рынка и услуг)
    - Заместитель главы городского округа Самара по социальным вопросам
      - Департамент социальной поддержки и защиты населения
      - Департамент семьи, опеки и попечительства
      - Департамент здравоохранения
      - Департамент образования
      - Управление по вопросам культуры и организации досуга населения
      - Комитет по делам молодёжи
      - Комитет по физической культуре и спорту

    - Департамент международного и межрегионального сотрудничества
    - Департамент потребительского рынка и услуг
    - Департамент градостроительства и архитектуры
    - Управление информации и аналитики

  - Заместитель главы городского округа Самара (блок организационной работы)
    - Департамент по управлению персоналом и кадровой политике
    - Управление гражданской защиты
    - Управление информационных ресурсов и технологий
    - Управление по работе с населением
    - Управление организационной работы[1]